# Renaud (ópera)
Renaud es una tragédie lyrique en tres actos con música de Antonio Sacchini y libreto en francés de Jean-Joseph Lebœuf, basada en los Cantos XVII y XX del poema épico de Torquato Tasso Gerusalemme liberata y, más directamente, en la tragedia en cinco actos de Simon-Joseph Pellegrin, Renaud, ou La suite d'Armide, que había sido musicada por Henri Desmarets en 1722 y se pretendía que fuera una secuela a la famosa ópera de Lully Armide. Según Théodore de Lajarte, Lebœuf recibió ayuda de Nicolas-Étienne Framery, el traductor habitual de los libretos de Sacchini. Se estrenó en la Académie Royale de Musique, París el 23 de febrero de 1783. 

## Personajes
| Personaje | Tesitura                          | Reparto del estreno                 |
| --- | --------------------------------- | ----------------------------------- |
| Renaud (Rinaldo), un cruzado destacado, enamorado de Armide                                                                                            | haute-contre                      | Joseph Legros                       |
| Armide (Armida), princesa de Damasco, enamorada de Renaud                                                                                              | soprano                           | Rosalie Levasseur                   |
| Hidraot (Idraote), rey de Damasco y padre de Armide | taille ( barítono-tenor)/barítono | François Lays                       |
| Adraste (Adrasto), rey de la India, enamorado de Armide                                                                                                | bajo                              | Augustin-Athanase Chéron            |
| Tissapherne (Tissaferne), gobernante de Cilicia, enamorado de Armide                                                                                   | bajo                              | Jean-Pierre (?) Moreau              |
| caballero sarraceno | taille                            | Étienne Lainez                      |
| caballero sarraceno | haute-contre                      | Jean-Joseph Rousseau                |
| Mélisse (Melissa), confidente de Armide | soprano                           | Suzanne Joinville                   |
| Doris, confidente de Armide | soprano                           | Mlle Chateauvieux                   |
| Iphise (Ifisa), confidente de Armide | soprano                           | Anne-Marie-Jeanne Gavaudan, l'aînée |
| Antiope, comandante de las amazonas | soprano                           | Marie-Thérèse Maillard              |
| Arcas, comandante de los guardias de Hidraot | bajo                              | Simon Chenard (o Chénard)           |
| Una ninfa, coryphaea | soprano                           | Mlle Le Boeuf                       |
| Alecton (Alecto) (en travesti) | haute-contre                      | Jean-Joseph Rousseau                |
| Mégère (Megaera) (en travesti) | bajo                              | Jean-Pierre (?) Moreau              |
| Tisiphone (Tisiphone) (en travesti) | taille                            | Étienne Lainez                      |
| Coro |                                   |                                     |
| Ballet - bailarinas: Marie-Madeleine Guimard, Gervais, Anne-Marguerite Dorival, Peslin, Dupré; bailarines: Auguste Vestris, Maximilien Gardel, Nivelon |                                   |                                     |